# C/2000 J1 (Ferris)
C/2000 J1 (Ferris) — одна з довгоперіодичних комет. Ця комета була відкрита 4 травня 2000 року; вона мала 19.0m на час відкриття.